# Араки, Грегг
Грегг Ара́ки (англ. Gregg Araki, р. 1959) — американский кинорежиссёр и сценарист, представитель независимого кинематографа и New Queer Cinema.

## Биография
Грегг Араки родился в Лос-Анджелесе, штат Калифорния, 17 декабря 1959 года в семье этнических японцев — американцев в первом поколении. Араки окончил Школу кино и телевидения Университета Южной Калифорнии и затем некоторое время работал музыкальным критиком в местной газете.
Бюджет его первых двух фильмов «Трое изумленных в ночи» (1987) и «Долгий уик-энд (отчаяния)» (1989) не превышал 5000 долларов каждый, Араки снимал их на чёрно-белую плёнку стационарной камерой. Эти любительские картины имели определённый успех на небольших независимых кинофестивалях и получили ряд наград.
По-настоящему широкая известность пришла к Араки после показа его третьего фильма «Оголённый провод» (1992) на кинофестивале «Сандэнс». Снятая в жанре роуд-муви, картина рассказывала историю двух двадцатилетних ВИЧ-положительных гомосексуалов, скрывающихся от полиции после случайного убийства. Микс из гомосексуальности, гомофобии и насилия привлёк внимание критиков и части зрителей: фильм стоимостью 20 тысяч долларов собрал в прокате почти 700 тысяч.
Следующий этап в карьере режиссёра связан с работой над исполненной чёрного юмора «апокалиптической трилогией для тинэйджеров» (The Teenage Apocalypse Trilogy), в которой им исследовались всевозможные подростковые страхи и фобии. Трилогию открыла «нарезка из пятнадцати случайно выбранных отрывков» под названием «Полный п.» (1993), продолжило кровавое роуд-муви «Поколение DOOM» (1995), имеющее не лишённый самоиронии подзаголовок «первый гетеросексуальный фильм Грегга Араки», а завершила чёрная комедия «Нигде» (1997) — рассказ об одном дне из жизни группы калифорнийских старшеклассников, жизни проходящей под девизом «Sex, drugs, violence». Во всех этих фильмах снялся актёр Джеймс Дювал — alter ego кинорежиссёра.
Отдельного внимания заслуживают саундтреки к фильмам трилогии, в которых можно услышать композиции групп Coil и Ministry, Nine Inch Nails и Filter, Marilyn Manson и Hole, Radiohead и Blur, Massive Attack и The Chemical Brothers, Front 242 и The Future Sound Of London.
- «Пустоши»
- «Вероятно, дьявол»
- «Двойная жизнь Вероники»
- «Счастливы вместе»
- «Леди Ева»
- «Мужское — женское»
- «Психо»
- «Сияние»
- «Пароходный Билл»
- «Твин Пикс: Сквозь огонь»

В 1999 году на экраны вышла комедия «Роскошная жизнь», лишённая типичных для Араки мрачности и кровавости. В 2000 году канал MTV предложил режиссёру заняться сериалом «Так кончается мир», но из требуемого на пилотную серию бюджета в 1,5 миллиона долларов канал выделил только 700 000 $. Араки сделал пилотную серию за 700 000 и передал MTV, но после того, как был произведён монтаж, канал отказался от идеи снимать сериал. После этого последовала пауза почти в четыре года.
В сентябре 2004 года на Венецианском кинофестивале состоялась мировая премьера фильма «Загадочная кожа». В этой картине Араки с непривычной для него серьёзностью рассказал историю двух восемнадцатилетних парней, пытающихся преодолеть последствия сексуального насилия, пережитого ими в детстве. По словам режиссёра, он стремился сделать «Загадочную кожу» «такой же интригующей, как фильмы Дэвида Линча и выписанной таким же тонким пером, как картины Вонга Карвая».
21 января 2007 года на кинофестивале «Сандэнс» в рамках программы «Полночь» была представлена новая лента Араки «Хохотушка» — снятая за 22 дня комедия о юной актрисе (в исполнении Анны Фэрис), съевшей по незнанию большую тарелку кексов с марихуаной. Фестивальная публика тепло встретила новый проект режиссёра. Тем не менее, в США фильм не вышел в прокат: он недолго шёл в одном из кинотеатров Лос-Анджелеса, а потом был выпущен на DVD. Десятая картина Араки «Ба-бах» была показана на Каннском кинофестивале (2010) и получила первую в истории фестиваля награду «Queer Palm». Фильм «Белая птица в метели» — экранизация одноимённого произведения Лоры Касишке — вышел в 2014 году.

## Фильмография
| 1987      | Трое изумлённых в ночи         | Three Bewildered People in the Night | зелёная ✓ | зелёная ✓ | зелёная ✓ | зелёная ✓ | зелёная ✓ |                  |
| 1989      | Долгий уик-энд (отчаяния)      | The Long Weekend (O’Despair)         | зелёная ✓ | зелёная ✓ | зелёная ✓ | зелёная ✓ |           |                  |
| 1992      | Оголённый провод               | The Living End                       | зелёная ✓ | зелёная ✓ |           | зелёная ✓ | зелёная ✓ |                  |
| 1993      | Полный п.                      | Totally F***ed Up                    | зелёная ✓ | зелёная ✓ | зелёная ✓ | зелёная ✓ | зелёная ✓ |                  |
| 1995      | Поколение игры «Doom»          | The Doom Generation                  | зелёная ✓ | зелёная ✓ | зелёная ✓ | зелёная ✓ |           |                  |
| 1997      | Нигде                          | Nowhere                              | зелёная ✓ | зелёная ✓ | зелёная ✓ | зелёная ✓ |           |                  |
| 1999      | Роскошная жизнь                | Splendor                             | зелёная ✓ | зелёная ✓ | зелёная ✓ | зелёная ✓ |           |                  |
| 2000      | Так кончается мир              | This Is How the World Ends           | зелёная ✓ | зелёная ✓ | зелёная ✓ | зелёная ✓ |           | ТВ-пилот         |
| 2004      | Загадочная кожа                | Mysterious Skin                      | зелёная ✓ | зелёная ✓ | зелёная ✓ | зелёная ✓ |           |                  |
| 2007      | Хохотушка                      | Smiley Face                          | зелёная ✓ |           | зелёная ✓ | зелёная ✓ |           |                  |
| 2010      | Ба-бах                         | Kaboom                               | зелёная ✓ | зелёная ✓ | зелёная ✓ | зелёная ✓ |           |                  |
| 2014      | Белая птица в метели           | White Bird in a Blizzard             | зелёная ✓ | зелёная ✓ | зелёная ✓ | зелёная ✓ |           |                  |
| 2015      | Здесь и сейчас                 | Here Now                             | зелёная ✓ | зелёная ✓ | зелёная ✓ | зелёная ✓ |           | короткометражный |
| 2016      | Американское преступление      | American Crime                       | зелёная ✓ |           |           |           |           | 1 эпизод         |
| 2016      | Гринлиф                        | Greenleaf                            | зелёная ✓ |           |           |           |           | 1 эпизод         |
| 2016      | Красные дубы                   | Red Oaks                             | зелёная ✓ |           |           |           |           | 2 эпизода        |
| 2017—2018 | 13 причин почему               | 13 Reasons Why                       | зелёная ✓ |           |           |           |           | 4 эпизода        |
| 2018      | Ривердейл                      | Riverdale                            | зелёная ✓ |           |           |           |           | 1 эпизод         |
| 2018      | Смертельное влечение           | Heathers                             | зелёная ✓ |           |           |           |           | 2 эпизода        |
| 2019      | А теперь — апокалипсис         | Now Apocalypse                       | зелёная ✓ | зелёная ✓ | зелёная ✓ |           |           | 10 эпизодов      |
| 2022      | Монстр: История Джеффри Дамера | Monster: The Jeffrey Dahmer Story    | зелёная ✓ |           |           |           |           | 1 эпизод         |
| 2022      | Американский жиголо            | American Gigolo                      | зелёная ✓ |           |           |           |           | 1 эпизод         |
| 2025      | Я хочу с тобой секса           | I Want Your Sex                      | зелёная ✓ | зелёная ✓ |           |           |           |                  |

## Видеоклипы
- 1999 — The Jag, The Micronauts